# Caltiki, le monstre immortel
Pour plus de détails, voir Fiche technique et Distribution.
Caltiki, le monstre immortel (Caltiki, il mostro immortale) est un film de science-fiction horrifique franco-italien sorti en 1959 et réalisé par Riccardo Freda et Mario Bava.
Après le succès du film Les Travaux d'Hercule (1958), la société Galatea Film se lance dans la production de films d'autres genres en coproduction avec la société française Climax. C'est ainsi que Riccardo Freda est engagé pour réaliser Caltiki, le monstre immortel, un film qui présente des similitudes avec le film américain Danger planétaire (1958), dans lequel une créature informe et visqueuse — le Blob — sème la terreur.
Le film débute dans une grotte d'un temple maya consacré à la déesse Caltiki, où un groupe de scientifiques découvre une créature informe et cannibale, vieille de 20 millions d'années, qui est finalement détruite. Un des morceaux a dissous le bras d'un des archéologues et l'a rendu fou. Le morceau qui est resté accroché est enlevé et étudié par le biologiste du groupe. Or la comète Arsinoé, qui passe tous les mille ans, s'approche à ce moment de la Terre, augmentant la radioactivité ambiante, ce qui accélère énormément la croissance du monstre. L'armée intervient et détruit la menace aux lance-flammes.
Freda a quitté le projet pendant le tournage, expliquant plus tard qu'il voulait donner sa chance à son ami Mario Bava, qui avait été engagé initialement comme chef opérateur et créateur d'effets spéciaux. Dans des entretiens donnés longtemps après sa sortie, Freda et Bava ont tous deux émis des avis contradictoires sur la question de savoir qui devait être considéré comme le véritable réalisateur de Caltiki. Divers historiens et documents officiels suggèrent que Bava a créé une grande quantité de séquences du film, notamment des scènes de meurtre, celles du monstre, des plans d'ensemble et des scènes d'effets spéciaux. Le film sort en Italie le 8 août 1959, où il rencontre moins de succès que Les Vampires (1957), la précédente collaboration de Bava et Freda. Il sort en France le 29 juin 1960.

## Synopsis
Une expédition archéologique se rend dans la ville morte de Tikal, à 500 km au sud de Mexico, pour faire la lumière sur les raisons de la migration du peuple maya en 607 apr. J.-C. Une nuit, l'archéologue Nieto rentre au camp de base dans un état délirant et sans son ami Ulmer avec lequel il était parti explorer une grotte voisine. Il devient rapidement fou et doit être hospitalisé. Les autres membres de l'expédition, décidés à faire la lumière sur ce qui s'est passé, partent explorer la grotte.

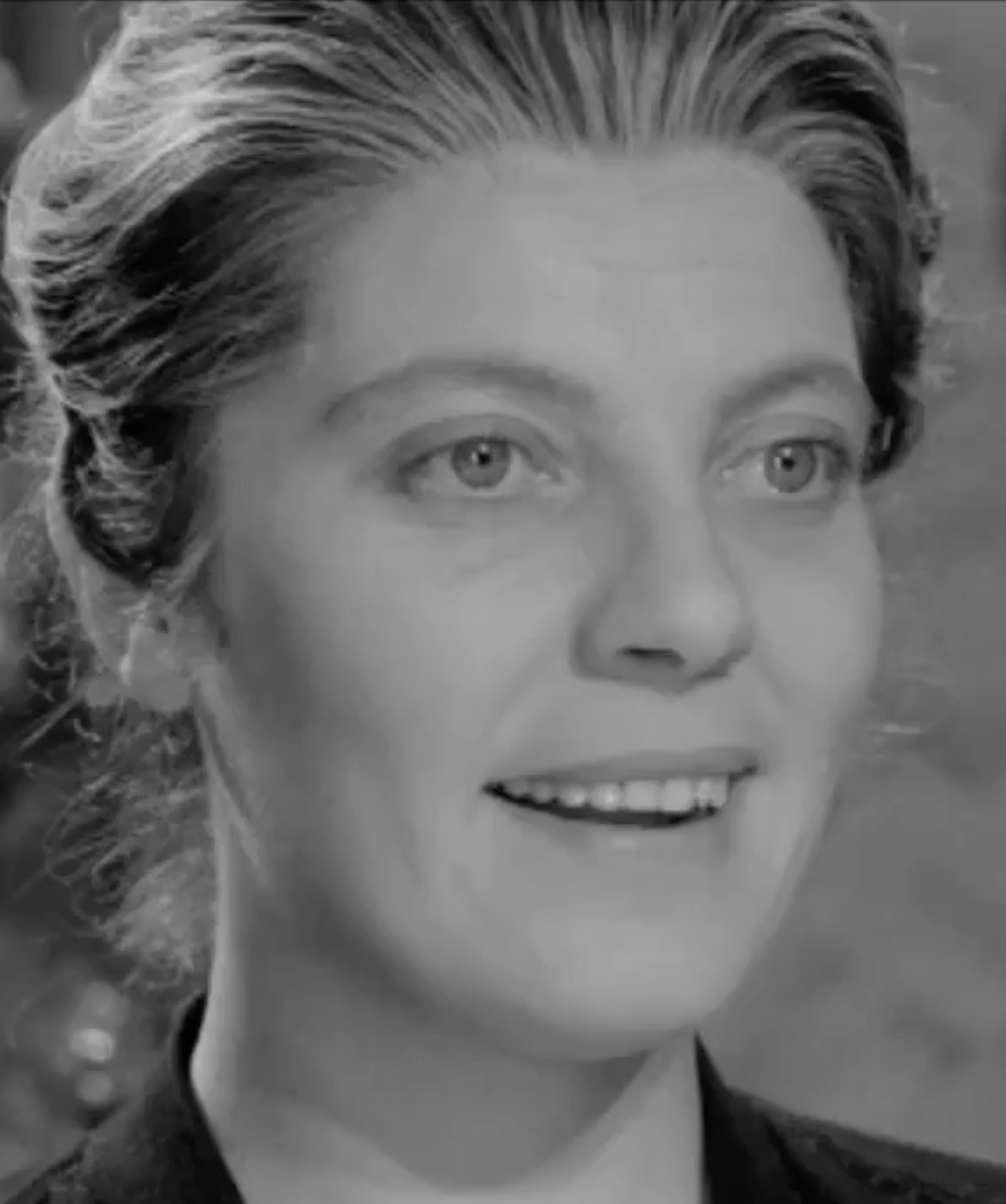
Didi Perego interprète Ellen Fielding.

Une fois sur place, ils découvrent un bassin d'eau profonde et une grande statue de Caltiki, la déesse maya vengeresse à qui l'on offrait des sacrifices humains lors de cérémonies. Dans l'espoir de trouver des vestiges, le groupe envoie l'un des leurs dans le bassin. Au fond, il trouve une collection de squelettes parés de bijoux en or. Il remonte, emportant autant d'or qu'il le peut. Bien que les autres lui disent de ne pas redescendre, il insiste pour le faire, suggérant qu'ils pourraient s'enrichir grâce aux trésors qui s'y trouvent. Se laissant aller, ils le laissent redescendre. Alors qu'il amasse de plus en plus de trésors, son câble vers la surface se met soudain à bouger de façon erratique. Craignant pour sa sécurité, le groupe le ramène à la surface, mais en retirant son masque, il découvre que sa chair n'est plus qu'une masse décomposée recouvrant son squelette.
Quelques instants plus tard, la créature informe qui l'a attaqué surgit de la piscine et tente de digérer tous ceux qui se trouvent à sa portée. L'un des membres du groupe est brièvement attrapé par le bras, mais il est ensuite sauvé. Alors que l'équipe s'échappe, la masse informe commence à ramper hors de la grotte. Un camion-citerne rempli d'essence se trouve à proximité. L'un des scientifiques conduit le camion-citerne directement sur la masse en mouvement, qui explose violemment et met le feu à la créature, la détruisant.
L'équipe retourne à Mexico pour emmener Max à l'hôpital ; sur son bras se trouve un petit morceau de la créature, qui le digère lentement. Les chirurgiens retirent la créature avec précaution et découvrent avec horreur qu'il ne reste que quelques lambeaux de chair du bras de Max, attachés aux os. Après quelques expériences sur la créature menées par John et le professeur Rodriguez, on découvre qu'il s'agit d'un organisme unicellulaire vieux de 20 millions d'années. L'inscription dans la grotte indique que « Caltiki est unique et immortel. Et lorsque l'époux viendra du ciel, le pouvoir de Caltiki détruira le monde ». John déclare que l'on pourrait presque dire que ce qu'il a ramené de Tikal est un morceau du corps de Caltiki. Déterminé à poursuivre ses expériences sur le fragment de la créature, John l'emporte dans la maison où il vit avec sa femme Ellen et sa petite fille. Après d'autres expériences, John découvre que la créature semble donner des signes de vie lorsqu'elle est soumise à des radiations. Pendant ce temps, Max, toujours hospitalisé, devient fou et s'échappe après avoir tué une infirmière. Recherché par la police, il trouve refuge dans la maison de John avec l'aide de Linda, une métisse qui séjourne dans la maison, et qui le cache dans la cave.

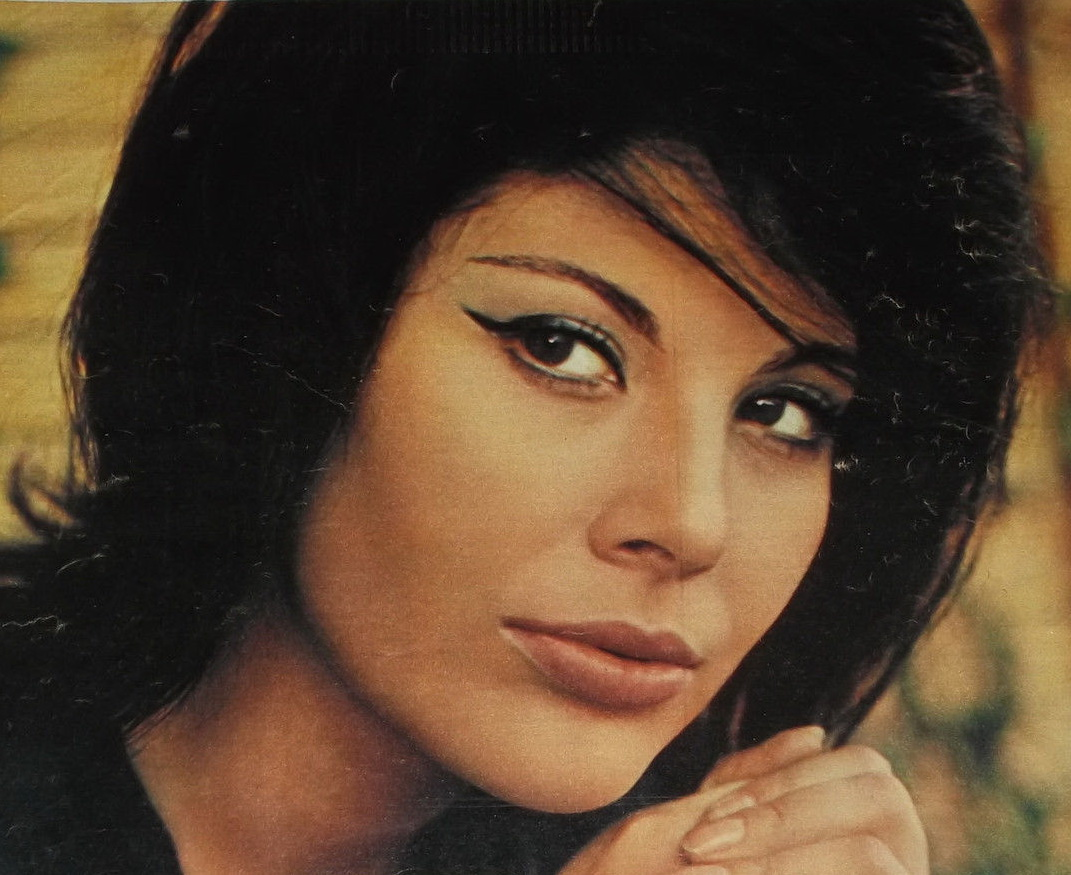
Daniela Rocca interprète Linda.

Un soir, John est appelé d'urgence au laboratoire où une partie de la créature soumise à des radiations s'est mise à grossir démesurément. Raisonnant sur l'inscription maya, le professeur Rodriguez se rend à l'observatoire astronomique pour savoir s'il y a eu des phénomènes astraux en 607 apr. J.-C., année de la migration maya. Un astronome l'informe que la comète Arsinoé, la même qui était présente dans le ciel en 607 apr. J.-C., s'approchera de la Terre cette nuit même. Le professeur suppose que la comète, enveloppée d'un nuage radioactif, a provoqué une augmentation de la radioactivité atmosphérique, provoquant ainsi la croissance et la reproduction de la créature et forçant les Mayas à fuir. Craignant pour la vie de John, qui conserve encore une partie de la créature dans sa maison, le professeur se précipite pour le prévenir, mais il a un accident de voiture et meurt sur le coup.
Arrivé au laboratoire, John trouve le bêtatron détruit et la créature morte ; il est alors rejoint par l'assistant du professeur Rodriguez qui l'informe de l'approche de la comète Arsinoé. Craignant pour sa famille, John rentre chez lui, suppliant l'homme d'alerter l'armée mexicaine pour qu'elle envoie chez lui des soldats armés de lance-flammes. Dans le manoir, alors que le morceau de la créature commence à s'étendre pour atteindre une taille énorme et se reproduire, Max, complètement fou, attaque Ellen et tue Linda avant d'être dévoré par la créature.
N'ayant pas réussi à s'arrêter à un barrage routier, John est arrêté et tente de convaincre les policiers du grave danger qui menace sa famille, mais en vain. Il parvient néanmoins à s'échapper et à rejoindre son domicile, juste à temps pour sauver sa femme et sa fille. Ce sont les soldats équipés de lance-flammes et de chars qui détruisent toutes les créatures.

## Fiche technique
- Titre français : Caltiki, le monstre immortel ou Le Monstre immortel[1]
- Titre original : Caltiki, il mostro immortale[2]
- Réalisation : Riccardo Freda, Mario Bava
- Scénario : Filippo Sanjust, Riccardo Freda
- Photographie : Mario Bava
- Montage : Mario Serandrei
- Musique : Roberto Nicolosi (it) et Roman Vlad
- Effets spéciaux : Mario Bava (sous le nom de « Marie Foam »)
- Costumes : Filippo Sanjust
- Production : Lionello Santi
- Sociétés de production : Galatea S.p.A., Climax Film
- Pays de production :  Italie -  France
- Langue originale : italien
- Format : Noir et blanc - 1,66:1 - Son mono - 35 mm
- Genre : science-fiction horrifique
- Durée : 76 minutes
- Dates de sortie : 
  - Italie : 8 août 1959
  - France : 29 juin 1960

## Distribution
- John Merivale (VF : Jacques Thébault) : le docteur John Fielding
- Didi Perego (VF : Jeanine Freson) : Ellen Fielding
- Gérard Herter (VF : Marc Cassot) : Max Gunther
- Daniela Rocca (VF : Nadine Alari) : Linda
- Vittorio André (it) (VF : Jean-Henri Chambois) : le professeur Rodriguez
- Giacomo Rossi-Stuart (VF : Pierre Morin) : l'assistant du professeur Rodriguez
- Daniele Vargas (VF : Albert Augier) : Bob, un membre de l'expédition
- Arturo Dominici : Nieto, un membre de l'expédition
- Nerio Bernardi (VF : Fernand Rauzena) : l'inspecteur de police
- Gail Pearl : la danseuse indienne
- Mario Bava : Mexicain au poste de police (non crédité)
- Tom Felleghy : astronome (non crédité)

## Production

### Genèse et développement
Après la sortie de Les Vampires (1957), le réalisateur Riccardo Freda s'attaque à un nouveau genre, le film de science-fiction, avec le film Caltiki, le monstre immortel,. Très peu de films sonores en Italie étaient des films de science-fiction à ce moment-là, avec le film comique Baracca e burattini (1954) de Sergio Corbucci, Totò nella luna (1958) de Steno et Le danger vient de l'espace (1958) de Bava et Paolo Heusch. Caltiki est produit par Lionello Santi pour Galatea Film, qui souhaitait explorer de nouveaux genres cinématographiques après le succès des Travaux d'Hercule (1957), et produit Caltiki en pensant aux marchés étrangers. Bien qu'il ne soit mentionné dans aucun générique ou document ministériel, des sources européennes mentionnent l'implication de la société française Climax Film dans la production. Les copies de la version américaine du film le mentionnent comme une « Samuel Schneider presentation », ce qui a conduit certaines sources à spéculer que le film était une coproduction italo-américaine.

### Identité du réalisateur
| |  |  |
| Les témoignages se contredisent sur la question de savoir qui de Riccardo Freda (à gauche) ou de Mario Bava (à droite) a réalisé la majeure partie du film. |  |  |

Freda était en colère contre la façon dont les producteurs et d'autres réalisateurs avaient fait travailler son chef opérateur Mario Bava sur des films précédents, en particulier sur les films de Pietro Francisci ; Freda décide alors d'abandonner le projet pour que Bava ait la possibilité de réaliser le film. Bava est engagé comme chef opérateur du film, tandis que Filippo Sanjust est engagé comme scénariste du film, ayant coécrit le précédent film de Freda, Le Château des amants maudits (1956). Freda contribue également au scénario, mais n'est pas crédité.
La part effective du film que l'un ou l'autre cinéaste ont réalisé est sujet à débat et varie selon les interviews et les souvenirs. Lors d'une interview avec Luigi Cozzi en 1971, Freda a indiqué qu'il a quitté le film lorsqu'il ne restait plus que deux jours de tournage. « Je l'ai tourné oui, mais c'est plus le genre de film de Bava. Je n'inclus pas ce film dans ma filmographie. La seule chose dont je me souviens avec plaisir, ce sont les statues qui parsemaient les décors : je les ai sculptées moi-même ». Quant à Mario Bava, il décrit Caltiki comme « mon tout premier film », tout en notant que Freda avait fui le plateau « parce que tout tombait en morceaux. J'ai réussi à le mener à bien, en le rafistolant ici et là ». Cozzi a commenté son interview avec Freda en 2004, déclarant que ses propres paroles avaient été mal interprétées et que « la seule vérité est celle-ci : le réalisateur de Caltiki, le monstre immortel est Riccardo Freda, point final. Mario Bava s'est occupé de la cinématographie, des effets spéciaux et a dirigé les scènes avec les figurines (c'est-à-dire surtout les chars....), et en plus il a filmé quelques plans de soldats avec des lance-flammes. C'est tout, et bien sûr ça ne suffit pas pour dire que Bava a réalisé ce film ». Cozzi a également déclaré que Bava a parlé du film, en affirmant que « Je n'ai pas réalisé Caltiki. Le réalisateur de ce film est Freda. Ce n'est qu'à un certain moment, après la fin du tournage principal, que Freda a commencé à monter le film et qu'il a eu une grosse dispute avec le producteur [...] Puis Freda est parti ». Selon Tim Lucas, biographe de Bava, le départ de Freda s'est produit alors qu'il restait « deux ou trois semaines de tournage », laissant à Bava le soin de tourner plus de 100 plans d'effets spéciaux pour un film de 76 minutes.
Massimo De Rita, qui a travaillé comme chef d'équipe pour Galatea, a passé du temps sur le plateau de Caltiki et a déclaré qu'« à 90 %, Bava était le réalisateur de Caltiki. Freda était absent, il ne savait rien de ce que Bava était en train d'inventer ». De Rita a noté que Bava disait aux acteurs ce qu'ils devaient faire et que Bava tournait tous les plans où figurait le monstre et toutes les scènes de mort. Les documents ministériels mentionnent également les rôles de Bava et de Freda dans le film. Le solde final du film attribue à Freda 5 000 000 de lires, au lieu des 6 000 000 initiaux, et à Bava 6 250 000 de lires, au lieu des 3 000 000 initiaux.

## Exploitation
Caltiki, le monstre immortel est sorti en salles en Italie le 8 août 1959, distribué par Lux Film. En Italie, le film a eu moins de succès que Les Vampires, le précédent film de Freda et Bava, qui avait réuni 852 381 spectateurs. Caltiki, le monstre immortel n'enregistre que 603 526 entrées, ce qui totalise 94,15 millions de lires de recettes sur le territoire national.
Il sort en France le 29 juin 1960, distribué par Les Films Marbœufs.

### Accueil critique
Le site Fantafilm estime : « Linéaire dans son déroulement, tendu dans ses jeux de lumière et de cadrage, proche de l'évocation des atmosphères lovecraftiennes, le film souffre cependant de l'indigence des moyens en effets spéciaux. Les chars qui finissent par résoudre l'affaire sont visiblement des modèles réduits et le monstre informe n'est rien d'autre qu'une vulgaire tripe de boucher ».
Selon Olivier Père, « Il s’agit même d’une des rares réussites exemplaires dans le domaine de la SF transalpine. Freda s’inspire sans ambages de la série britannique des Quatermass, avec une histoire de mutation et de contamination catastrophiques, traversée par d’étonnantes images gore qui annoncent l’horreur génétique moderne, où les transformations organiques et la souffrance de la chair occupent une place primordiale. La cruauté et le sadisme du film, dont les personnages tourmentés sont agités par des crises de folie et de violence, comptent parmi les premières manifestations du cinéma d’horreur italien, plus excessif que ses modèles anglo-saxons ».
Dans l'ouvrage Le Nouveau Guide des Films sous la direction de Jean Tulard, Daniel Collin écrit : « Fauché et sans conviction, à la limite du baclage, le film fait plus sourire que frémir, le monstre visqueux étant lui-même d’une drôlerie irrésistible ».
Dans l'ouvrage Science Fiction (1984) sous la direction de Phil Hardy, une critique parle du film comme « une sortie mineure [...] bien que le jeu des acteurs soit routinier et le scénario plombé, Bava y injecte quelques fioritures élégantes ». Slant Magazine écrit que le film « reste une vitrine impressionnante des compétences inimitables de Bava derrière la caméra, en particulier sa capacité étrange à créer une atmosphère morose et une imagerie extrêmement macabre (pour 1959, en tout cas) à partir du support cinématographique le plus simple et le plus frugal ».